# پیتر کوول
پیتر کوول (انگلیسی: Peter Coles؛ زاده ۱۹۶۳) یک کیهان‌شناس نظری اهل بریتانیا است.